# Lied der Deutschen
Besedilo pesmi Lied der Deutschen (Pesem Nemcev), tudi Deutschlandlied (Pesem Nemčije), ki obsega tri kitice, je napisal August Heinrich Hoffmann von Fallersleben dne 26. avgusta 1841 na otoku Helgoland. Že Hoffmann von Fallersleben je uporabljal melodijo, na katero se pesem do danes poje, in sicer skladba Josepha Haydna iz leta 1797, ki je prvotno bil avstrijska cesarska himna (»Gott erhalte Franz den Kaiser«). Tretja kitica pesmi danes služi kot narodna himna Zvezne republike Nemčije.
V prvi kitici Hoffmann von Fallersleben načrtava tedanje meje nemškega jezikovnega območja. Skupne nemške države takrat ni bilo. Zaradi izraza »Nemčija nad vsem« so pesem velikokrat kritizirali kot nacionalistično, čeprav zagovorniki trdijo, da je Fallersleben s tem samo izražal svojo ljubezen do domovine.
Pesem je leta 1922 postala narodna himna Weimarske republike. V nacizmu so peli le še prvo kitico, ki ji je obvezno sledila nacistična Wesslova pesem (Horst-Wessel-Lied). Po ustanovitvi Zvezne republike Nemčije leta 1949 so spet uvedli Pesem Nemcev kot narodno himno, peli pa so le tretjo kitico. V Vzhodni Nemčiji je bila med leti 1949 in 1990 narodna himna "Auferstanden aus Ruinen" (''Vstala iz ruševin''). Po združitvi Nemčije sta določila zvezni predsednik Richard von Weizsäcker in kancler Helmut Kohl v dopisovanju tretjo kitico kot narodno himno Nemčije.

## Besedilo
| 1. kitica | |
| Deutschland, Deutschland über alles, über alles in der Welt, wenn es stets zu Schutz und Trutze brüderlich zusammenhält. Von der Maas bis an die Memel, von der Etsch bis an den Belt, \|: Deutschland, Deutschland über alles, über alles in der Welt! :\|  | Nemčija, Nemčija nad vsem, nad vsem na svetu, ko v zaščito in obrambo vedno bratsko drži skupaj. Vse od Maasa pa do Njemna, od Adiže pa do Belta, \|: Nemčija, Nemčija nad vsem, nad vsem na svetu! :\|               |
| 2. kitica | |
| Deutsche Frauen, deutsche Treue, deutscher Wein und deutscher Sang sollen in der Welt behalten ihren alten schönen Klang, uns zu edler Tat begeistern unser ganzes Leben lang. - \|: Deutsche Frauen, deutsche Treue, deutscher Wein und deutscher Sang! :\| | Nemške žene, nemška vdanost, nemško vino in nemški spev naj ohranijo v svetu svoj lep star zveneč odmev, navdušujejo za dela plemenita življenja cela. \|:Nemške žene, nemška vdanost, nemško vino in nemški spev!:\| |
| 3. kitica | |
| Einigkeit und Recht und Freiheit für das deutsche Vaterland! Danach lasst uns alle streben brüderlich mit Herz und Hand! Einigkeit und Recht und Freiheit sind des Glückes Unterpfand; \|: blüh im Glanze dieses Glückes, blühe, deutsches Vaterland. :\|    | Enotnost, pravico in svobodo za nemško domovino! Prizadevajmo si zanje bratsko s srcem in rokó! Enotnost, pravica in svoboda sreče prapori so; \|: cvèti v soju take sreče, cvèti, nemška domovina. :\|               |

#### Tako imenovana „4. kitica“
Leta 1921 je Albert Matthai napisal četrto kitico kot reakcijo na izgubljeno Prvo svetovno vojno, s katero je kritiziral Versajsko pogodbo. Peli so jo kot dodatno kitico himne predvsem skrajni desničarji v Nemčiji. Nikoli ni bila del uradne narodne himne.
| t. i. 4. kitica | |
| Deutschland, Deutschland über alles Und im Unglück nun erst recht. Nur im Unglück kann die Liebe Zeigen ob sie stark und echt. Und so soll es weiterklingen Von Geschlechte zu Geschlecht: \|: Deutschland, Deutschland über alles Und im Unglück nun erst recht. :\| | Nemčija, Nemčija nad vsem, šele zdaj [v nesreči] se to res vé. Se šele v nesreči izkaže, če ljubezen pristna je. In tako naprej zvenijo 'z roda v rod naj kitice: \|: Nemčija, Nemčija nad vsem, šele zdaj [v nesreči] se to res vé. :\| |